# Rude boy

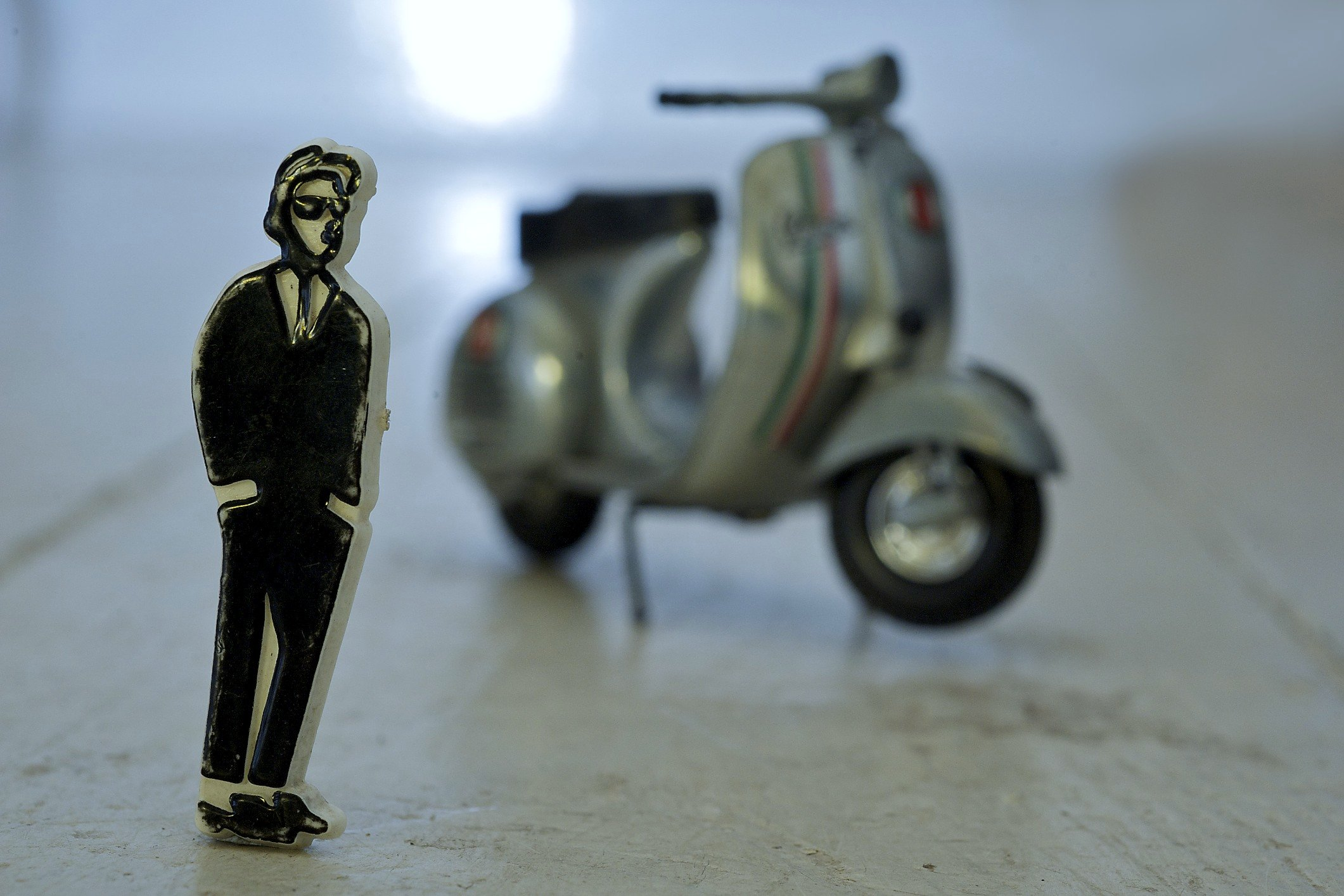
Rude boy

El término rude boy, que en castellano significa «chico rudo», «chico duro» o «chico grosero», es utilizado para denominar a los miembros de un movimiento callejero originado en Jamaica en los años 1960. Los términos rudie, rudi y rudy suelen ser usados como sinónimos.

## Origen
El término rude boy nace en la isla de Jamaica a principios de los '60, donde los jóvenes trataban de buscarse la vida como podían. La música al principio no tuvo ninguna influencia en esta cultura rudeboy (rudies), pero no tardaron en enrolarse con la creciente delincuencia emergente en la isla y comenzaron a imitar la violencia de las películas de "gangsters" y "westerns" estadounidenses. La actitud de los protagonistas de estas películas empieza a ser para muchos de estos chicos un modelo a seguir (en el sentido de que en estas películas de gánsteres el estilo de vida era diferente al que se les presentaba en la vida cotidiana). Paralelamente hay que tener en cuenta la actualidad musical del momento. Jamaica importaba discos de r&b de Estados Unidos y estos los pinchaban los djs, en los sound systems, pequeñas discotecas ambulantes. Los jóvenes jamaicanos, en su afán por imitar la música que les llega del norte, comienzan a crear sus propios discos de R&B, sin olvidar raíces musicales caribeñas, como el calypso o el mento. Todas estas circunstancias, darían lugar a la creación del primer estilo musical propio de la isla, el ska. Los rude boys encontrarían en el ska una forma de evasión, tenía ritmo, era bailable y para ellos era una fiesta. Los grupos y solistas, no tardarían en ver el filón del tema rude boy y pronto aparecen canciones hablando de las hazañas, casi siempre violentas, de estos jóvenes, El ska en este tiempo era la música de moda y los mismos rudies adoptaron este estilo de música como propio, siendo el tema principal de las canciones que salen entre 1964 y 1967. Pronto nace el rocksteady y es en este donde el rude boy tiene mucho más protagonismo. Tras la independencia de Jamaica muchos de estos rudies emigran a Gran Bretaña, donde terminan juntándose con los mods, jóvenes de apariencia elegante, y con gustos musicales paralelos, ambos, seguidores de la música negra. De este acercamiento y de otros factores, nacería el movimiento skinhead. El nombre de rude boy surgió debido a que la mayoría de estos jóvenes jamaicanos procedían de guetos y pertenecían a la clase más pobre del país o eran ex-convictos. 
La manera en que los rudeboys bailaban ska era distinta a los demás jóvenes, estos los hacían más despacio y de una manera más imponente y su manera de vestir era bastante llamativa. El ska sería reemplazado en popularidad por el rocksteady y este luego por el reggae. Cabe destacar que la música característica del rudy es el rock steady, el cual surgió como una evolución del ska. Muchos de los jóvenes que llegaban a Kingston en busca de fama y dinero solo se topaban con una vida de crímenes y de violencia cuando el dinero se les acababa. Una película que refleja esta circunstancia es el film de Perry Hanzel "The harder they come", protagonizado por Jimmy Cliff. También podemos ver rudeboys en Quadrophenia, y This is England. Incluso The Clash lanzó al mercado una película documental con ese nombre: Rude boy.

## Historia
Durante los años 1960, en los guetos de Jamaica vivía toda una generación de jóvenes que no había tenido la oportunidad de experimentar el nuevo optimismo generado por la independencia, esto debido a su pésima situación económica y a la falta de empleo. Estos jóvenes se comienzan a identificar a sí mismos como rude boys. El ser un rude boy en ese momento significaba, de alguna forma, ser "alguien" cuando la sociedad les decía que no eran "nadie". Esta juventud, sin mayores posibilidades de entretenimiento, será atraída a los puntos de bailes organizados por discjokeys como Prince Buster del nuevo sound system, especie de discotecas ambulantes que llevaban de un sitio a otro. La competencia entre estos pinchadiscos hace que los mismos tengan sus propios 'rudies', para evitar que los bailes fueran invadidos y disueltos por otros 'rudies' a sueldo de competidores musicales. Los infames 'dance hall crashers', lo que pasaba a menudo en aquel mundo de los "rude boys" en Kingston y después en Inglaterra.
La manera en que los rude boys bailaban el ska era diferente también, lo hacían más despacio y con una postura más imponente. Los rude boys se conectan con la gente que vivía fuera de la ley y esto se reflejaba en su música y letras. Los rude boys se caracterizaban también por su forma de vestir (usaban pantalones que les quedaban cortos de pierna). La música ska cambia a partir de esto, reflejando los sentimientos de los rudies con más tensión en el bajo, a diferencia del estilo previo, el cual era un poco más ligero y libre. Muchos de los jóvenes que llegaban a Kingston en busca de fama y dinero sólo se topaban con una vidas de crimen y violencia cuando el dinero se les acababa. La película que refleja esto con mayor veracidad se llama The Harder They Come, interpretada por Jimmy Cliff. En este periodo los rude boys se convirtieron en el centro de atención. La opinión pública estaba rotundamente en contra de ellos y en contra de las armas. Se pasó una ley con la cual cualquier persona con posesión de armas o municiones sería detenida por un tiempo indefinido. Esto, naturalmente, influyó en el ska pues los artistas y productores de este tiempo apoyaban las acciones de los rude boys. Canciones como "Lawless street" de los Soul Brothers y "Gunmen coming to town" del grupo The Heptones reflejaban la influencia de este movimiento anti-armas. Clement Dodd apoya, en este momento en especial, a una banda de jóvenes que se autoproclamaban rude boys- los Wailers (Bob Marley, Peter Tosh y Bunny Wailer). El ska y los rude boys fueron el tema de importancia hasta el caliente verano del 67 en el que el ska es remplazado por el rocksteady (este es luego remplazado por el reggae y este por el dub y luego este por el dance hall, etc).
El rocksteady empezó como la evolución lógica del ska. Corría el verano de 1966, uno de los más calurosos en la isla. La historia cuenta que los músicos subían al escenario exhaustos por el calor, los temas ska les empezaron a salir más lentos y esto fascinó a la audiencia.
Musicalmente el rocksteady se diferencia de su antecesor por la predominancia de los conjuntos vocales y la ausencia de las secciones de vientos omnipresentes en el ska. La nueva generación, en contraposición con la anterior, no había luchado por la independencia. Por lo tanto lo único que esta le había dejado era una realidad social muy dura, había altos índices de desocupación y de delincuencia. Es aquí cuando hacen su aparición en escena los rude boys, que eran jóvenes marginados por la sociedad  y no les quedaba otro camino que el de la delincuencia o el de la religión, en algunos casos ambos. Entre las actividades más frecuentes de los rude boys se encontraban el robo a turistas indefensos, asaltos a diversos comercios y juntarse para ir a fumar ganja al Monte Zion.
La gran mayoría de los rude boys se adhería a la religión rastafari, y debido a este motivo no consumían bebidas alcohólicas ni comían carne. Cuando iban a recitales se destacaban del resto de la gente por su vestimenta llamativa y por su manera pausada y sensual de bailar, ya que su propósito era el de conquistar chicas e invitarlas a bailar. Dentro de los artistas de rocksteady podríamos destacar a Desmond Dekker, Alton Ellis, Slim Smith, Dandy Livingston (El autor del clásico "Rudy, a message to you") y Jimmy Cliff (quien fue protagonista de la película "The Harder They Come", donde personificaba a un joven que venía del campo a vivir a Kingston; también es muy recomendable su música en esta etapa, con una forma de componer muy particular y exquisita).
Entre los conjuntos vocales se destacaban The Paragons, The Ethiopians, The Jamaicans (cuyos integrantes eran Rude Boys), The Heptones, The Melodians, The Coolies, entre otros. Del otro lado del océano, precisamente en Inglaterra, se estaba empezando a escuchar masivamente la música jamaicana, ya que los mods, una de las tribus con más adeptos por esos años, eran asiduos oyentes de ska, soul, rocksteady, etc.
Cuando los mods de los barrios bajos se empiezan a juntar con los rude boys, se sienten identificados y empiezan a imitarlos, cortándose el pelo más corto, coincidiendo en algunos puntos de la vestimenta. La gente comienza a llamar a estos nuevos mods "hard mods", y finalmente los llamaría "skinheads". Cuando sucede esto, los oyentes de música jamaicana se multiplican por miles, a tal punto que al nuevo género se lo llama skinhead reggae, y los artistas empiezan a dedicarle temas a los skinheads, como por ejemplo: "Skinhead" de Laurel Aitken, "Skinhead Train" de Derrick Morgan, "Skinheads, a message to you" de Desmond Riley, "Skinhead Girl" de Simaryp, y muchos más. Estos últimos tenían una particularidad, su nombre original era The Pyramids, pero grababan bajo diferentes seudónimos, por lo tanto se pueden encontrar grabaciones de este grupo bajo el nombre de The Alterations, The Bed Bugs y The Rough R, tanto en Trojan como en Pama Récords. En conclusión, el rocksteady es música hecha por y para los rude boys. Los rude boys también pueden ser de diferentes países.